# Boehmeria pavonii
Boehmeria pavonii är en nässelväxtart som beskrevs av Hugh Algernon Weddell. Boehmeria pavonii ingår i släktet Boehmeria och familjen nässelväxter. Inga underarter finns listade i Catalogue of Life.